# آزومی
آزومی (به ژاپنی: あずみ Azumi) فیلمی در ژانر اکشن به کارگردانی ریوهی کیتامورا است که در سال ۲۰۰۳ اکران شد. این فیلم بر اساس یک مانگا به همین نام ساخته شده است.

## بازیگران
- آیا اوئه تو (در نقش آزومی)
- شون اوگوری
- هیروکی ناریمیا
- ایتا
- کی ساتو
- ریو
- یوشیو هارادا
- کازوکی کیتامورا
- جو اوداگیری
- نائوتو تاکناکا